# SJ X14 sorozat
Az SJ X14 sorozat egy svéd 15 kV, 16,7 Hz AC áramrendszerű villamosmotorvonat-sorozat, mely az SJ X12 továbbfejlesztett változata. Az SJ, az SSRT, a Västtrafik és a  Östgötatrafiken üzemelteti. Az alap SJ X12-t 1994 és 1995 között gyártotta a Asea Brown Boveri. Összesen 2 db készült belőle.